# Jednobuněčný organismus

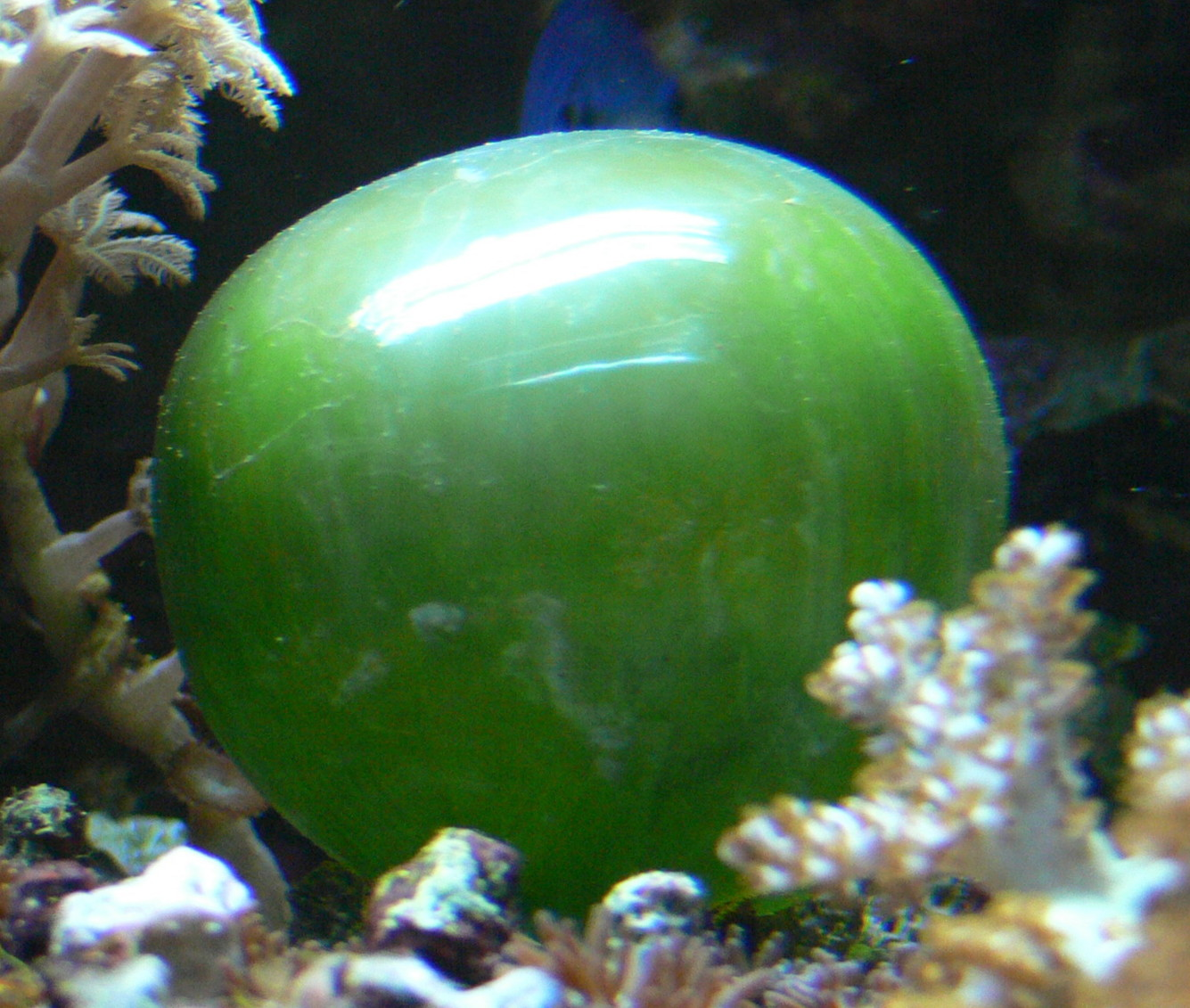
Valonia ventricosa patří mezi největší jednobuněčné organismy na světě

Jednobuněčný organismus je takový organismus, který se skládá jen z jedné buňky. Mezi jednobuněčné počítáme bakterie a archea (ačkoliv některé mají sklon k tvorbě plodniček či agregátů, také mnohé sinice jsou spíše mnohobuněčné) a dále mnohá jednobuněčná eukaryota (tzv. protisté) – tedy prvoci, mnohé řasy či houby (např. kvasinky či některé hlenky).
Mnoho jednobuněčných patří mezi mikroorganismy (ne však nutně, viz Thiomargarita namibiensis).